# 1972年夏季奥林匹克运动会足球比赛
1972年夏季奥林匹克运动会足球比赛在西德举行。

## 场地
| 慕尼黑奥林匹克体育场     | 纽伦堡体育场        |
|                          |                     |
| 雷根斯堡                 | 帕绍                |
| Jahnstadion (Regensburg) | Drei Flüsse Stadion |
|                          |                     |
| 英戈尔施塔特             | 奥格斯堡            |
| Tuja-Stadion             | Rosenaustadion      |
|                          |                     |

## 奖牌榜
| 金 | 銀 | 銅 | 銅 |
| 波兰 | 匈牙利 | 苏联 | 东德 |
| 胡贝特·科斯特卡 兹比格涅夫·古特 耶日·戈尔贡 齐格蒙特·安乔克 莱斯瓦夫·奇米凯维奇 齐格蒙特·马什奇克 耶日·克拉斯卡 卡齐米日·德厄纳 齐克弗里特·绍乌蒂西克 沃齐米日·卢班斯基 罗伯特·加多哈 理夏德·希姆恰克 安东尼·希马诺夫斯基 约阿希姆·马克思 格热戈日·拉托 马里安·奥斯塔芬斯基 卡齐米日·克梅奇克 马里安·谢亚 Coach:Kazimierz Górski | 盖齐·伊什特万 韦皮·彼得 潘奇奇·米克洛什 尤哈斯·彼得 叙奇·拉约什 科兹马·米哈伊 多瑙伊·翁陶尔 屈·拉约什 瓦劳迪·贝洛 多瑙伊·埃德 巴林特·拉斯洛 科奇什·拉约什 托特·卡尔曼 布劳尼科维奇·拉斯洛 科瓦奇·约瑟夫 维达奇·乔鲍 罗特梅尔·亚当 | 奥列格·布洛欣 Murtaz Khurtsilava Yuri Istomin Vladimir Kaplichny Viktor Kolotov Yevgeni Lovchev Sergei Olshansky Yevgeni Rudakov Vyacheslav Semyonov Gennadi Evryuzhikhin Oganes Zanazanyan Andrei Yakubik Arkadi Andriasyan Revaz Dzodzuashvili Iosef Sabo Yuri Eliseev Vladimir Onishchenko Anatoli Kuksov Vladimir Pilgui | 于尔根·克罗伊 曼弗雷德·察普夫 康拉德·魏泽 贝恩德·布兰施 于尔根·波梅伦克 于尔根·施帕瓦塞尔 汉斯-于尔根·克赖舍 约阿希姆·施特赖希 沃尔夫冈·泽金 彼得·杜克 弗兰克·甘策拉 洛塔尔·库尔布尤韦特 埃伯哈德·福格尔 哈拉尔德·伊姆舍尔 拉尔夫·舒伦贝格 赖因哈德·黑夫纳 西格马尔·韦茨利希 Coach: 格奥尔格·布施纳 |